# رابینسون آر-۲۲
رابینسون آر-۲۲ (به انگلیسی: Robinson R22) یک بالگرد سبُک دوسرنشین و پرفروش است که در سال ۱۹۷۳ به دست مهندس آمریکایی فرانکلین رابینسون طراحی شد و از سال ۱۹۷۹ تاکنون در خط تولید رابینسون هلیکاپتر است. این بالگرد از یک موتور لایکومینگ ۳۲۰ چهارسیلندر خطی هواخنک بهره می‌برد که تنفس طبیعی است و ۱۲۴ اسب بخار در اختیار بالگرد قرار می‌دهد. این بالگرد برای امور تفریحی، آموزشی، فیلمبرداری و نظارت هوایی به‌کار می‌رود. هزینه تعمیرات این بالگرد در ابتدا معقول است ولی پس از مدتی، بسیار سنگین می‌گردد که باعث می‌شود قیمت بالگردهای کارکرده ساخت رابینسون که بصورت دست دوم به فروش می‌رسند نسبت به مدل صفر کیلومتر افت بسیار زیادی داشته باشد. با وجود اینکه این بالگرد برای آموزش در ارتش ساخته نشده‌است، ولی ارتش کشورهای جمهوری دومینیکن و فیلیپین از این بالگرد برای آموزش بهره می‌برند. قیمت تمام شده این بالگرد حدود ۲۹۰ هزار دلار آمریکا است و بازه اورهال آن نیز هر ۲۲۰۰ ساعت پرواز است. شرکت رابینسون تاکنون بیش از ۴۶۰۰ فروند از این بالگرد را فروخته‌است که باعث می‌شود آر-۲۲ در ردهٔ پرفروش‌ترین بالگردهای سبک جهان قرار بگیرد. با وجود اینکه بالگرد آر-۲۲ برای آموزش ساخته نشده‌است، ولی تا سال ۲۰۱۲ در آمریکا ۱۷۰۰۰ کارآموز با این بالگرد خلبانی را یادگرفتند.

## توسعه

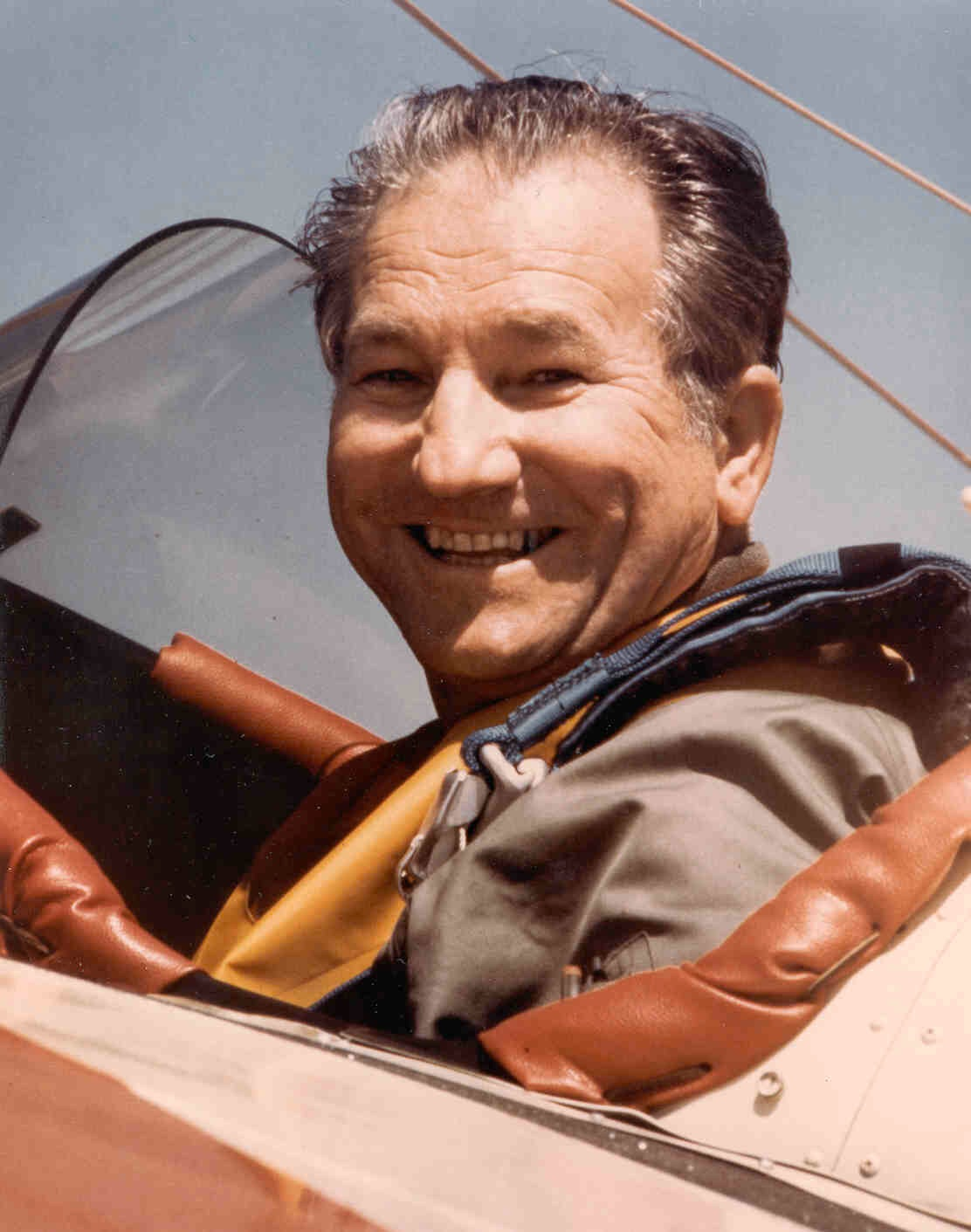
جوزف جان تیم

بسیاری از آزمایش‌های پرواز این بالگرد در فرودگاه زامپرینی فیلد در تورانس، کالیفرنیا در دهه ۱۹۷۰ میلادی انجام شد و پرواز با نمونه‌های آزمایشی به خلبان باتجربه‌ای به نام «جوزف جان تیم» واگذار شد که خلبانی پروازهای آزمایشی بوئینگ نیز بر عهدهٔ او بود. او مسئولیت پروازهای آزمایشی با هواپیماهای بسیار زیادی را بر عهده داشت که بوئینگ ۷۰۷، بوئینگ ۷۴۷، داگلاس دی‌سی-۶ و خانواده کانویر سی‌وی-۲۴۰ از جملهٔ آنان بودند. بالگرد رابینسون آر-۲۲ در سال ۱۹۷۹ مجوز امنیتی را از اداره هوانوردی فدرال دریافت کرد و وارد خط تولید شد. به دلیل ارزان بودن قطعات و سادگی در نگهداری رابینسون- آر-۲۲، دامداری‌های زیادی در آمریکای شمالی و و استرالیا آن را برای کنترل دام‌های خود به‌کار گرفتند. 
پروانه آر-۲۲ بسیار سبک‌وزن و نازک است و گشتاور لختی بسیار کمی دارد و ابزارهای کنترلی این بالگرد نیز همگی مکانیکی هستند و به وسیلهٔ چرخ دنده پینیون و شانه‌ای کنترل می‌شوند. بالگرد فاقد هرگونه ابزار کنترلی هیدرولیک است. کنترل پروانه بوسیلهٔ سوآش‌پلیت و میله‌های فشاری مشابه کنترلگرهای سوپاپ در موتورهای سوپاپ رو است؛ بنابراین کنترل بالگرد کمی سفت و سخت است و تمایل به بیش‌فرمانی دارد؛ از این رو نیازمند ظرافت خلبان است تا از بیش‌فرمانی جلوگیری شود. به دلیل گشتاور لختی بسیار کم در این بالگرد و همچنین پروانهٔ نازک و پرتکان آن که به اصطلاح به حالت الاکنگی حرکت می‌کند، خطرات زیادی برای این بالگرد ایجاد کرده و در ایالات متحده آمریکا هواپیماهای آر-۲۲ و آر-۴۴ تنها به کارآموزان حرفه‌ای توصیه شده‌است. برای افزایش گشتاور لختی پروانهٔ بالگرد، معمولاً وزنه‌هایی فلزی در زیر صندلی قرار می‌دهند تا موجب افزایش آن شوند؛ ولی پروانهٔ نازک این بالگرد نیروی برآر کمی ایجاد کرده که موجب شده برای افزودن آن وزنه‌ها نیز محدودیت ایجاد شود. به اعتراف شرکت رابینسون، هواپیماهای این شرکت برای آموزش پرواز ساخته نشده‌اند و نیازمند خلبان باتجربه هستند.

## طراحی

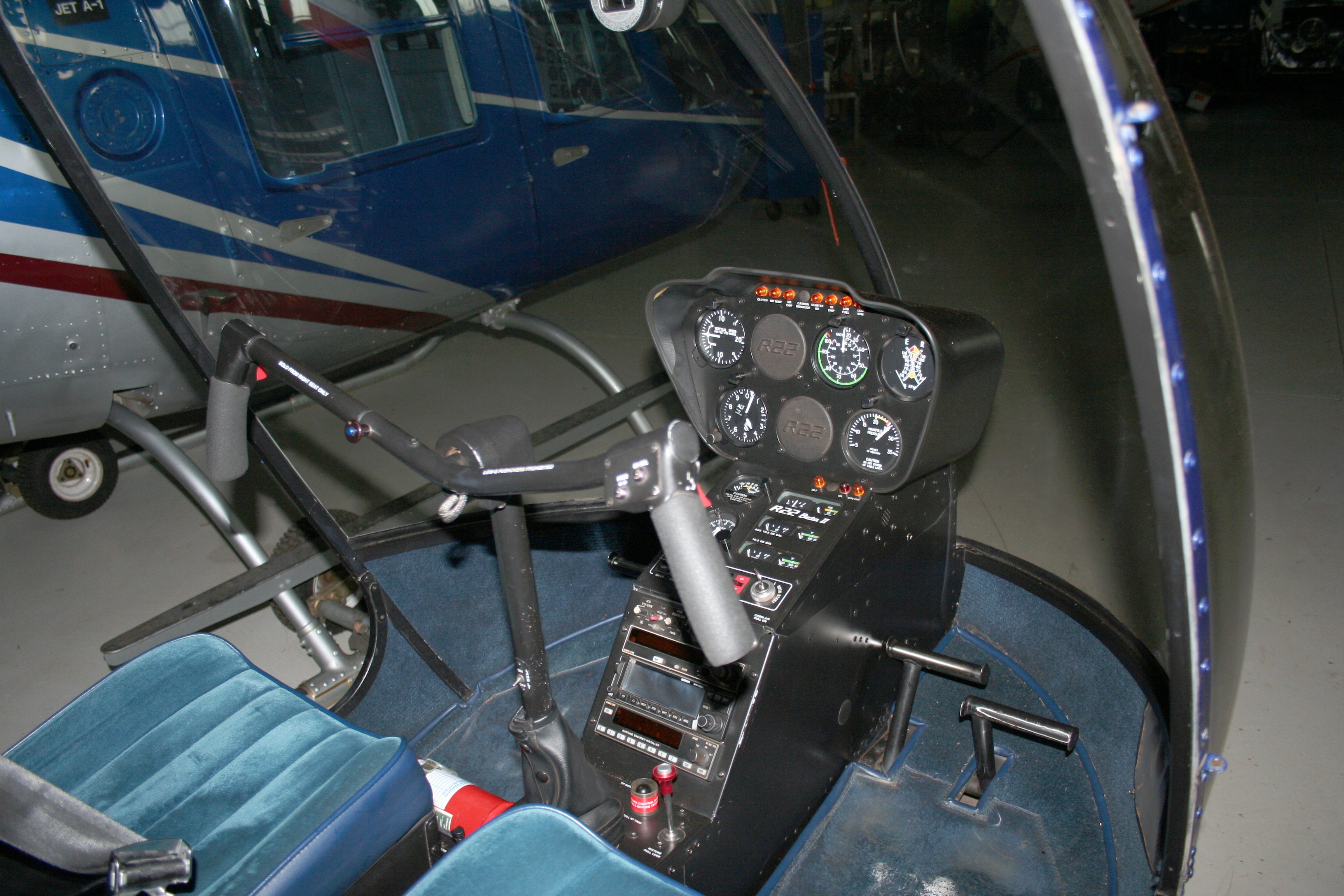
کابین آر-۲۲ و سکان «تی» شکل

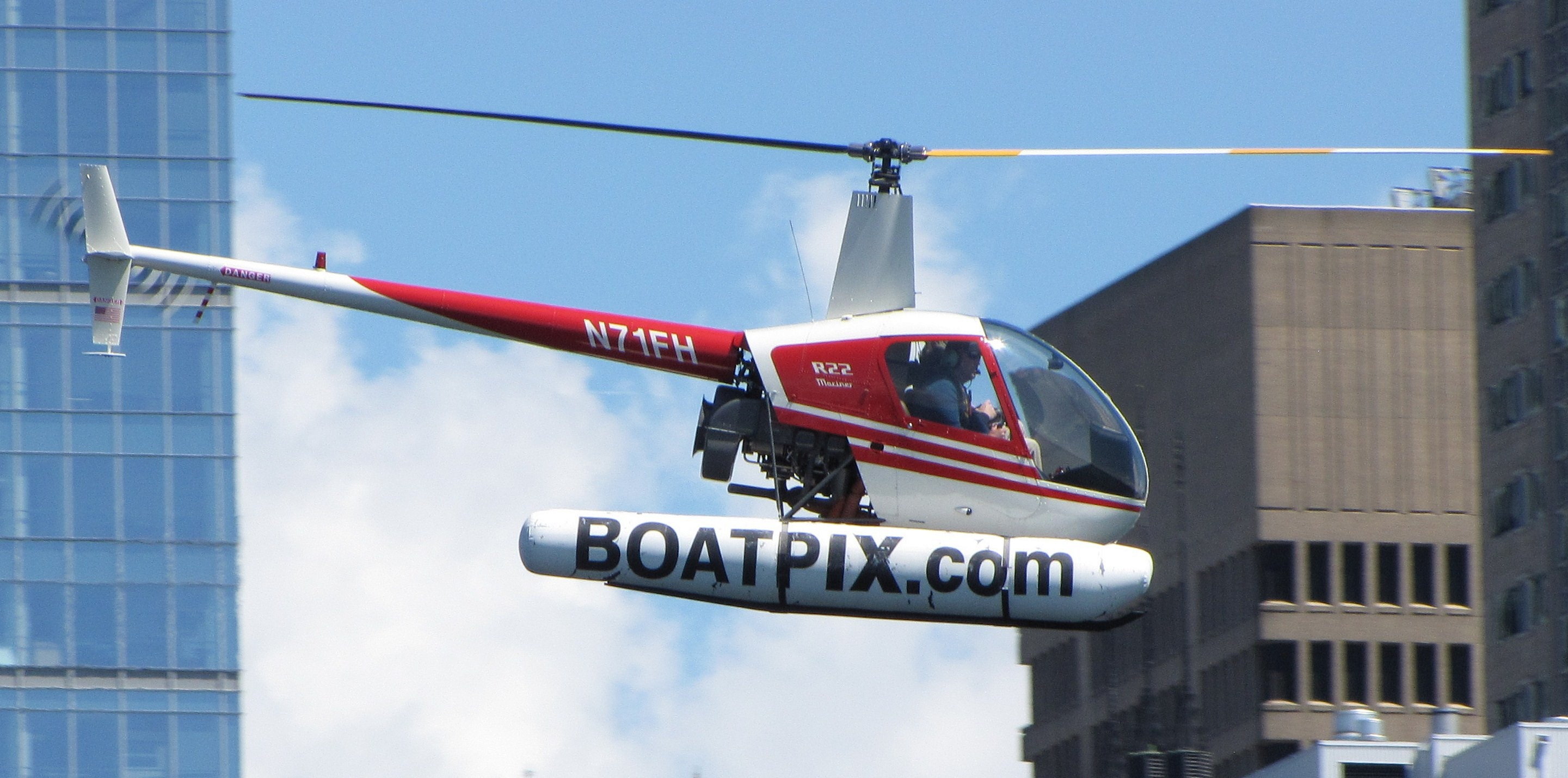
آر-۲۲ مارینر

آر-۲۲ یک بالگرد سبُک تک‌موتوره و دو صندلی است که با یک پروانه اصلی با فناوری نیمه-پایدار، و پروانه دُم دوتیغه ارائه شده‌است. پروانه آن از یک قفل دکل و درمجموع دو پین برای هردو تیغهٔ پروانه تشکیل شده ولی پروانه دُم آن تنها یک پین برای هردو تیغه دارد. نشیمن این بالگرد اسکید است و البته در گذشته یک مدلی دریایی با نام «آر-۲۲ مارینر» که دارای شناور بوده و همچنین مدلهای دارای چرخ نیز تولید شده‌اند که امروزه همگی توقف تولید هستند و تنها مدل دارای اسکید (تیرکهای فرود) موجود است. شیشهٔ این بالگرد از جنس متاکریلات و اسکلت آن از جنس لوله‌های فولادی جوشکاری شده‌است. کابین خلبان نیز از جنس آلومینیم و فایبرگلاس است. بدنهٔ دم و پایدارکننده‌های روی دم از جنس آلومینیم هستند. درهای این بالگرد قابلیت جداشدن دارند که برای عکاسی یا فیلمبرداری کاربرد دارد. آر-۲۲ دارای کولر نیز هست.
 در بروزرسانی‌های جدید، اهرم جداسازی موتور از پروانه، گاورنر موتور و باک بنزین زاپاس نیز به مدلهای جدید این بالگرد اضافه شده‌است. برخلاف بالگردهای دیگر که دو عدد سکان در بین دوپای خلبانان نصب می‌شود، در بالگرد آر-۲۲ تنها یک سکان در وسط کابین نصب شده که بین دو خلبان مشترک است. این سکان که شبیه حرف «تی» انگلیسی است، به وسیلهٔ یک میلهٔ افقی بین دو خلبان به اشتراک گذاشته شده‌است. نقطه ضعف چنین سکانی این است که در صورت خراب شدن آن، هردو دستگیره سایکلیک از کار خواهند افتاد.

## موتور

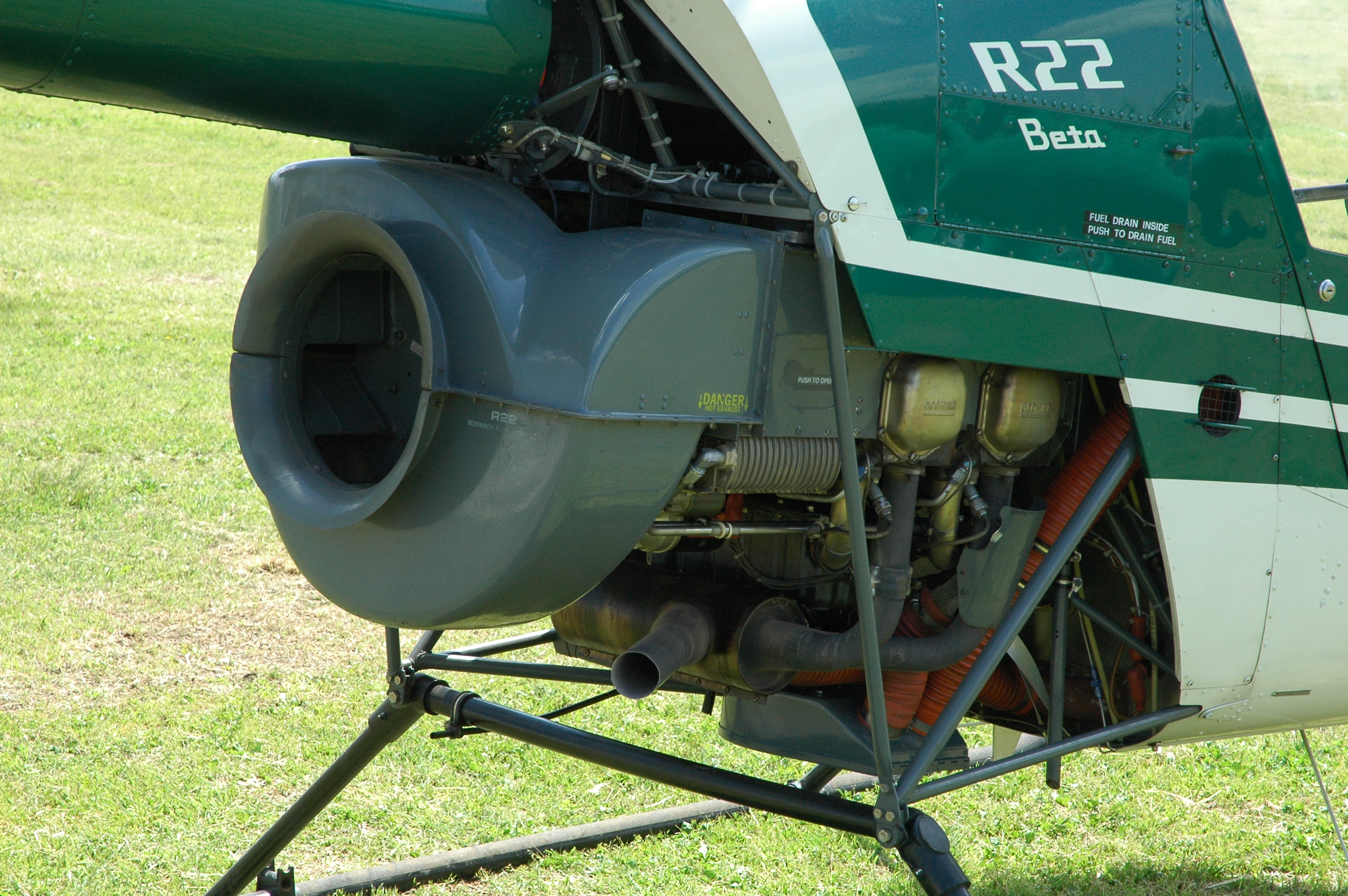
موتور

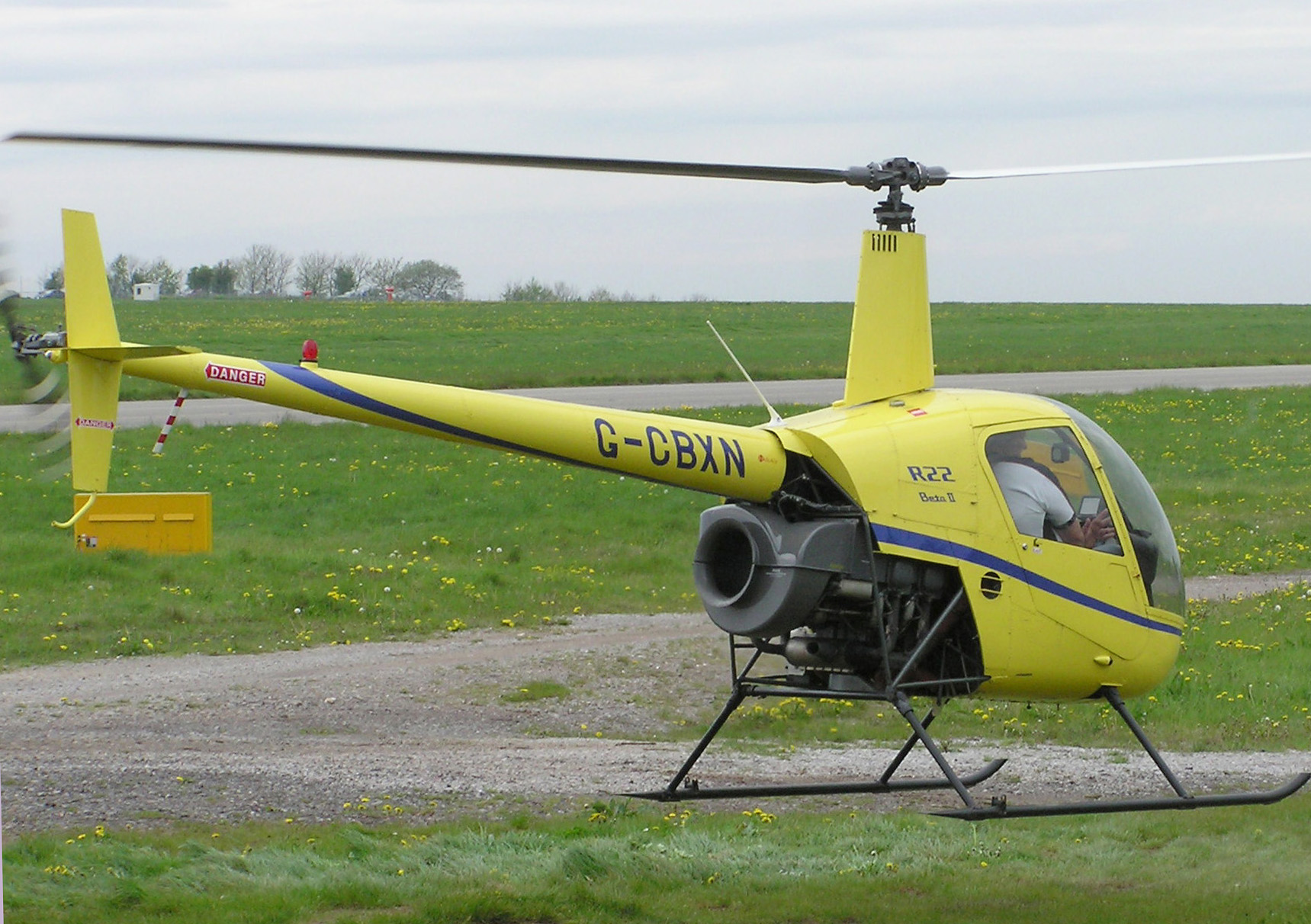
هاور در ارتفاع ۵۰ سانتیمتر

آر-۲۲ دارای یک موتور لایکومینگ ۳۲۰ کاربراتوری هواخنک با آرایش چهارسیلندر خطی و تنفس طبیعی است. با وجود اینکه موتور آن تنفس طبیعی است ولی به دلیل وزن سبکی که دارد می‌تواند به ارتفاع‌های بالا نیز دست یابد. به دلیل فقدان سامانه‌های تنفس مصنوعی همانند توربوشارژ و سوپرشارژ، موتور آر-۲۲ دوام بالایی دارد و مشکلاتی همانند افزایش قیمت، پیچیدگی موتور، افزایش وزن موتور، اعتمادپذیری پایین و خرابی‌های پی‌درپی موتور را ندارد. سامانه تزریق سوخت در آر-۲۲ بر عهدهٔ یک کاربراتور است. کابراتورها در دمای منفی ۱۱ درجه سانتیگراد، مستعد یخ زدن هستند. تفاوت دمای بیرون از بالگرد و نقطه شبنم نیز ممکن است به یخ‌زدگی کاربراتور در ارتفاع بالا منجر شود. اگر یخ‌زدگی کاربراتور کنترل نشود، موتور با کمبود سوخت روبرو شده و خاموش می‌گردد؛ بنابراین یک سامانهٔ گرمکن برای کاربراتور درنظر گرفه شد که از گرمای کنار لولهٔ اگزوز استفاده کرده و هوای گرم‌شده را به کاربراتور می‌دمد که مشکل یخ زدن کاربراتور را حل می‌کند ولی از بازده آن می‌کاهد. زیرا هوای گرم تراکم کمتری دارد و باعث می‌شود نسبت سوخت به هوا بیشتر شود. گرمکن کاربراتوردرواقع یک پمپ دمنده ساده است که در مرکز کابین در کنار اهرم کولکتیو نصب شده‌است. با فعال کردن گرمکن، روزنه‌ای باز می‌شود و هوای گرم کنار اگزوز، از راه یک لوله به ورودی هوای کاربراتور راه می‌یابد تا هوای گرم به کاربراتور برسد. کاربراتور یک حسگر دماسنج نیز دارد که به عقربهٔ دماسنج کاربراتور در کابین وصل است و خلبان می‌تواند دمای کاربراتور را بر روی عقربه ببیند. مدلهای جدید آر-۲۲ که با نام بتا-۲ شناخته می‌شوند دارای گرمکن اتوماتیک هستند که اگر خلبان اهرم کولکتیو را بیش از حد پایین بیاورد، گرمکن بصورت اتوماتیک روشن خواهد شد تا از یخ زدن کاربراتور در روزهای سرد یا ارتفاع بالا جلوگیری شود.

قدرت موتور از راه یک تسمه و پولی به گیربکس منتقل می‌شود. در مدلهای اولیه برای اطمینان‌پذیری بیشتر و جلوگیری از نقص موتوری در هنگام پرواز، تعداد ۴ تسمهٔ مجزا برای آر-۲۲ درنظر گرفته شده بود که در چهار شیار قرار داشتند. ثابت شده که این آرایش دارای مشکلاتی است و بارها یکی از تسمه‌ها از شیار خود خارج شده و برای تسمه‌های دیگر مزاحمت ایجاد می‌کند و بازده موتور بشدت پایین می‌آید؛ بنابراین در مدلهای جدید آر-۲۲ این مشکل با اضافه کردن یک تسمهٔ وی شکل دوقلو برطرف شد. برای خودگردی نیز یک کلاچ ساچمه‌ای به بالای گیربکس اضافه شده که در صورت از دست رفتن موتور، فعال می‌شود و موتور را از پروانه سوا می‌کند. به دلیل اینکه پروانهٔ آر-۲۲ (ملخ) دارای وزن و گشتاور لختی بسیار کم است، ورود به فاز خودگردی در این بالگرد نیازمند دقت و ظرافت از سوی خلبان است تا نتیجه‌اش موفقیت‌آمیز باشد. سرعت ایده‌آل برای خودگردی با این بالگرد ۱۲۰ کیلومتر درساعت (۶۵ نات) و نرخ گلاید کردن نیز ۴ به ۱ است.

## حمل کردن بالگرد

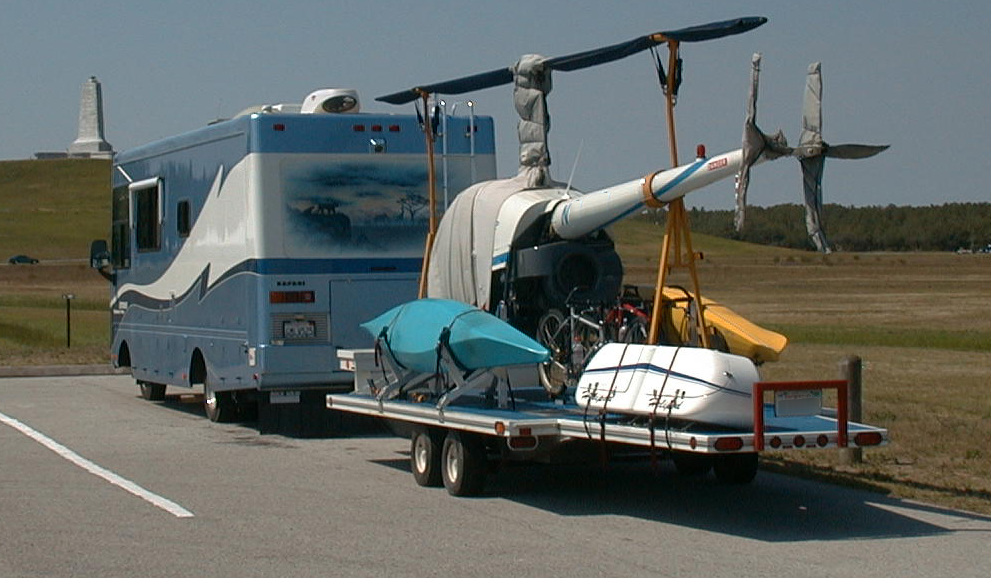
حمل بالگرد با کامیون کشنده

بالگرد آر-۲۲ تنها ۴۰۰ کیلوگرم وزن دارد و حمل کردن آن کار بسیار ساده‌ای است و از آنجایی که پروانه آن دارای دو تیغه است، می‌توان بالگرد را بر روی یک کامیون کشنده حمل کرد. دم بالگرد حتماً باید با ضامن نگهداشته شود تا لرزش‌های ناشی از دست‌اندازهای جاده دم را شل نکند.

## حوادث
محصولات رابینسون از نظر اطمینان و امنیت تا حدودی بدنام هستند. بالگرد آر-۲۲ از سال ۱۹۷۹ تا ۲۰۱۰ میلادی درمجموع ۱۸۲ سانحه مرگبار را رقم زده‌است که دست کم ۱۸۲ نفر کشته شدند. از دلایل سقوطهای این بالگرد نقص فنی ملخ و «مَست بامپینگ» (قیچی شدن دُم بالگرد بوسیله ملخ اصلی) است. دلیل دیگر تلفات نیز نشت سوخت پس از سقوط است و بالگرد پس از سقوط دچار آتش‌سوزی شده و سرنشینان زنده در آتش می‌سوختند. در نسخه‌های اخیر این مشکل برطرف شده و شرکت رابینسون یک باک بنزین دارای غشای درونی لاستیکی ارائه کرده‌است؛ به این صورت که درون باک فلزی یک غشای لاستیکی وجود دارد و در صورتی که باک فلزی سوراخ شود، این غشای لاستیکی از نشت سوخت جلوگیری می‌نماید. پروانه آر-۲۲ دارای گشتاور لختی بسیار کمی است.

## کاربران
بالگرد رابینسون آر-۲۲ بطور گسترده توسط مراکز آموزش خلبانی، گاوداری‌ها، شرکتها و مالکان خصوصی به‌کار گرفته می‌شود.

### کاربران نظامی
جمهوری دومینیکن (نیروی زمینی)
 فیلیپین (نیروی دریایی)

## مشخصات
منبع اطلاعات Robinson R22 Pilot's Operating Handbook.Current versions of the R22 vary slightly.
مشخصات عمومی
- خدمه: ۱
- گنجایش:  دو سرنشین ازجمله خلبان
- طول: 28 ft 8 in (8.74 m)
- قطر پروانه بالگرد: 25 ft 2.4 in (7.67 m)
- Tail rotor diameter: 3 ft 6 in (1.07 m)
- ارتفاع: 8 ft 11 in (2.72 m)
- دیسک: مساحت 497 ft2 (46.2 m2)
- وزن خالی: 880 lb (399 kg[۱۰])
- وزن بارگیری: 920 lb (417 kg)
- بیشینه وزن برخاست: 1,370 lb (622 kg)
- پیشرانه هواگرد: ۱× Lycoming O-320-A2B or -A2C موتور تخت چهارسیلندر هواخنک, 124 hp (93 kW)  هرکدام
- گنجایش باک بنزین بالگرد: 19.8 US gallons (75 liters)
- گنجایش باک اضافه آپشنال با قابلیت نصب بیرون از بدنه: 10.9 US gallons (41 liters)

 عملکرد 
- حداکثر سرعت مجاز: 117 mph, 188 km/h, 102 kts
- سرعت پیمایش: 110 mph, 177 km/h, 96 kts
- برد: 240 mi (386 km)
- سقف پروازی: 14,000 ft (4,267 m)
- نرخ اوج‌گیری: 1,200 ft/min (6.1 m/s)
- بارگیری دیسک: 2.61 lb/ft2 (13.7 kg/m2)
- مصرف سوخت: ۸~10 US Gal/hr
- نسبت قدرت به توده: 0.095 hp/lb (0.147 kW/kg)
- مداومت پروازی = ۳ ساعت بهمراه ۳۰ دقیقه رزرو امنیتی (زاپاس)

## نگارخانه

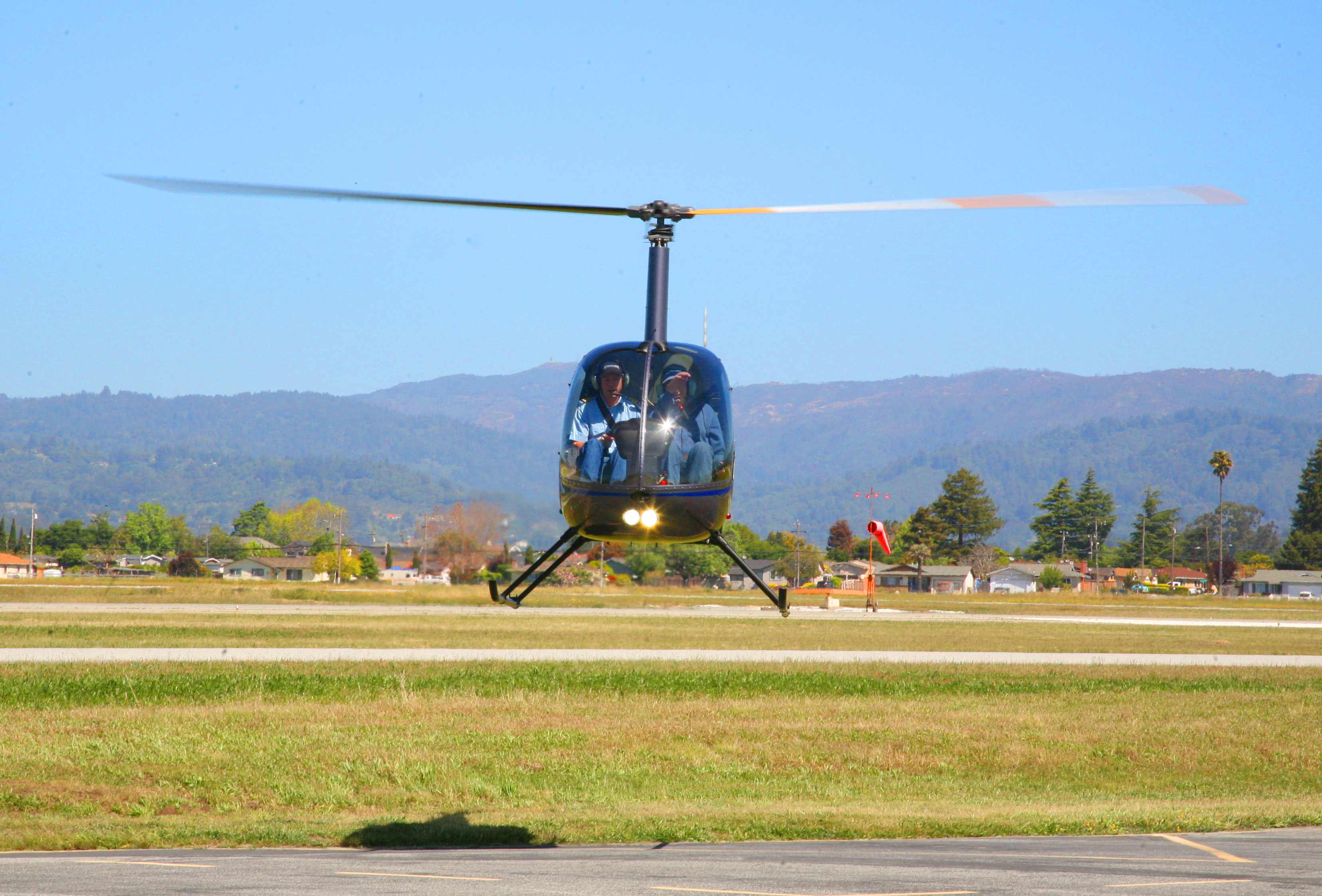
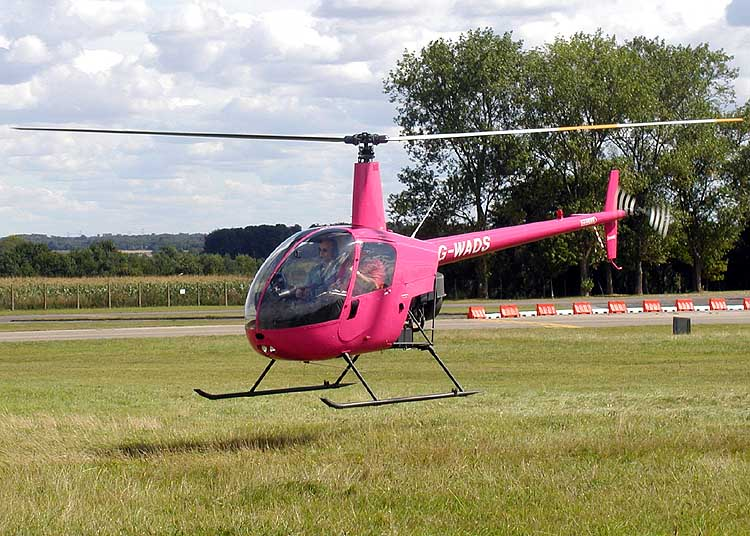
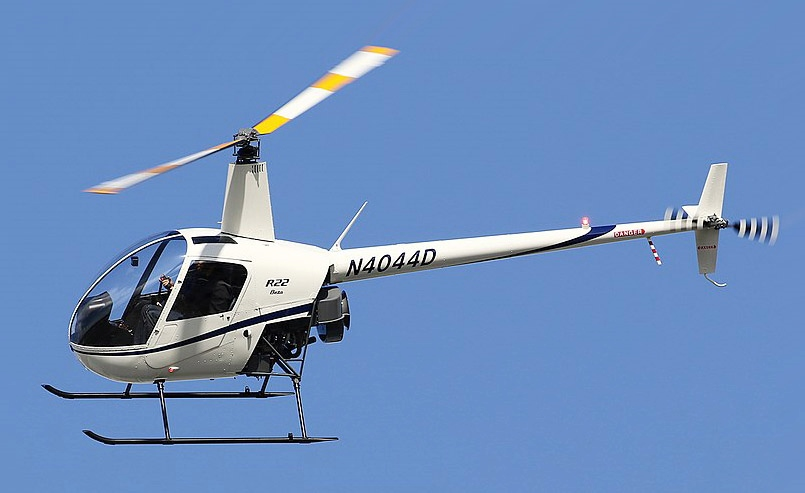
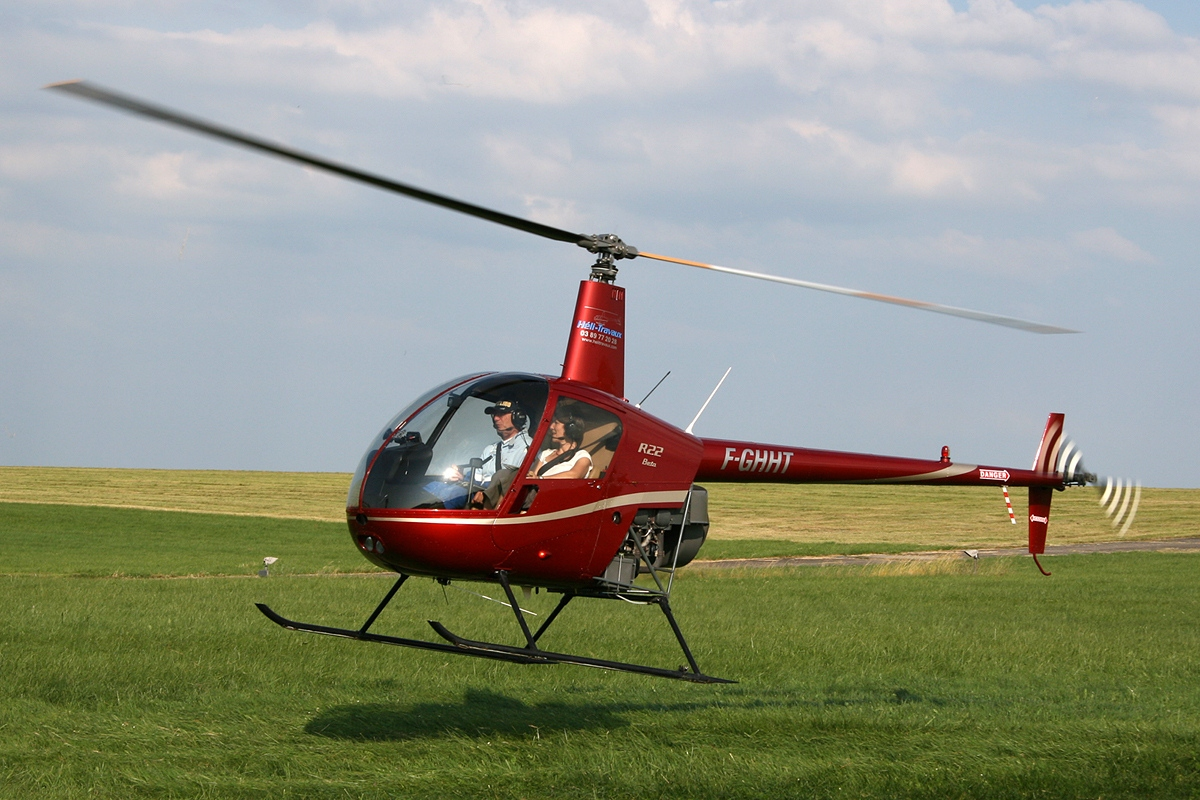
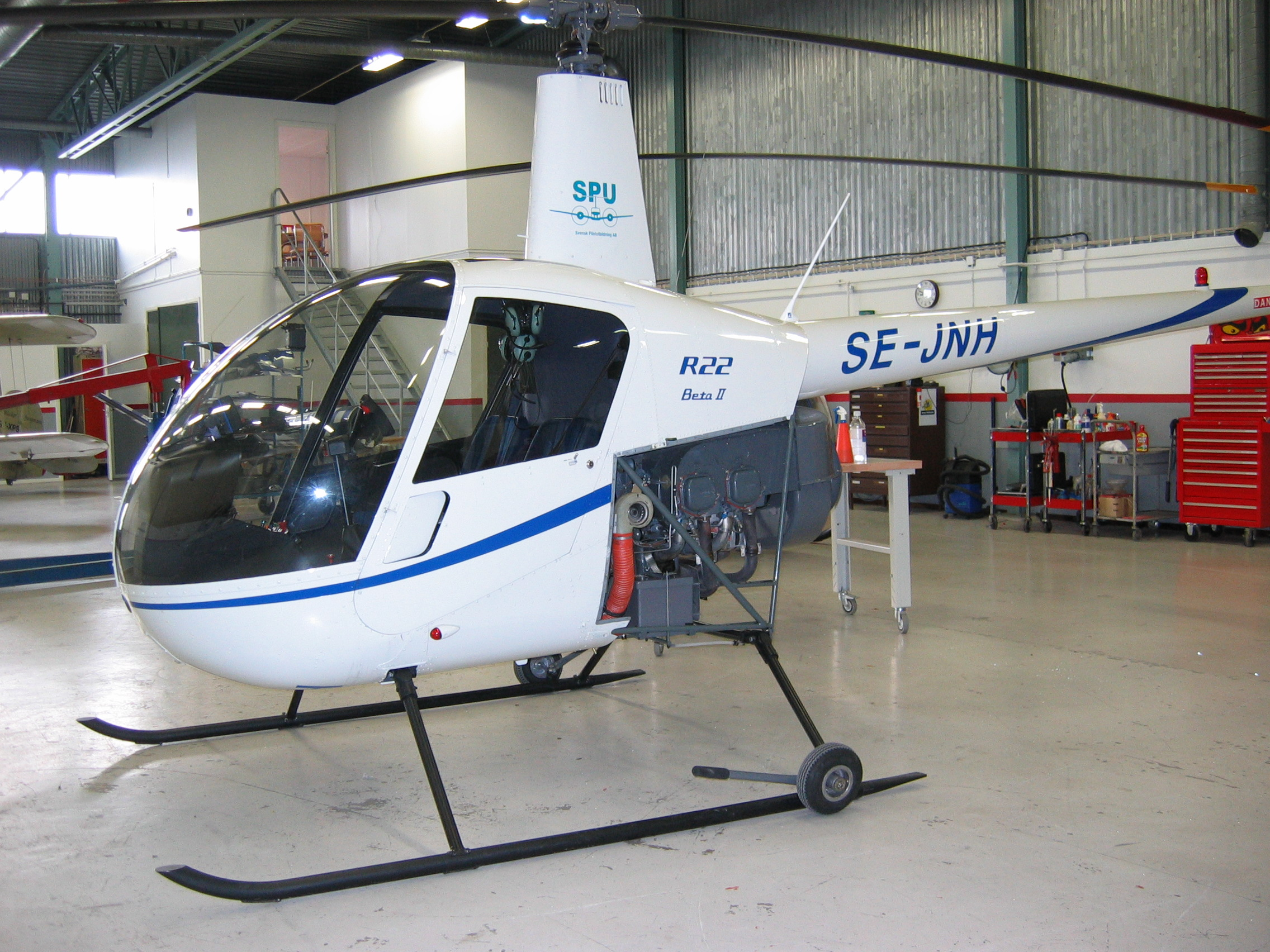
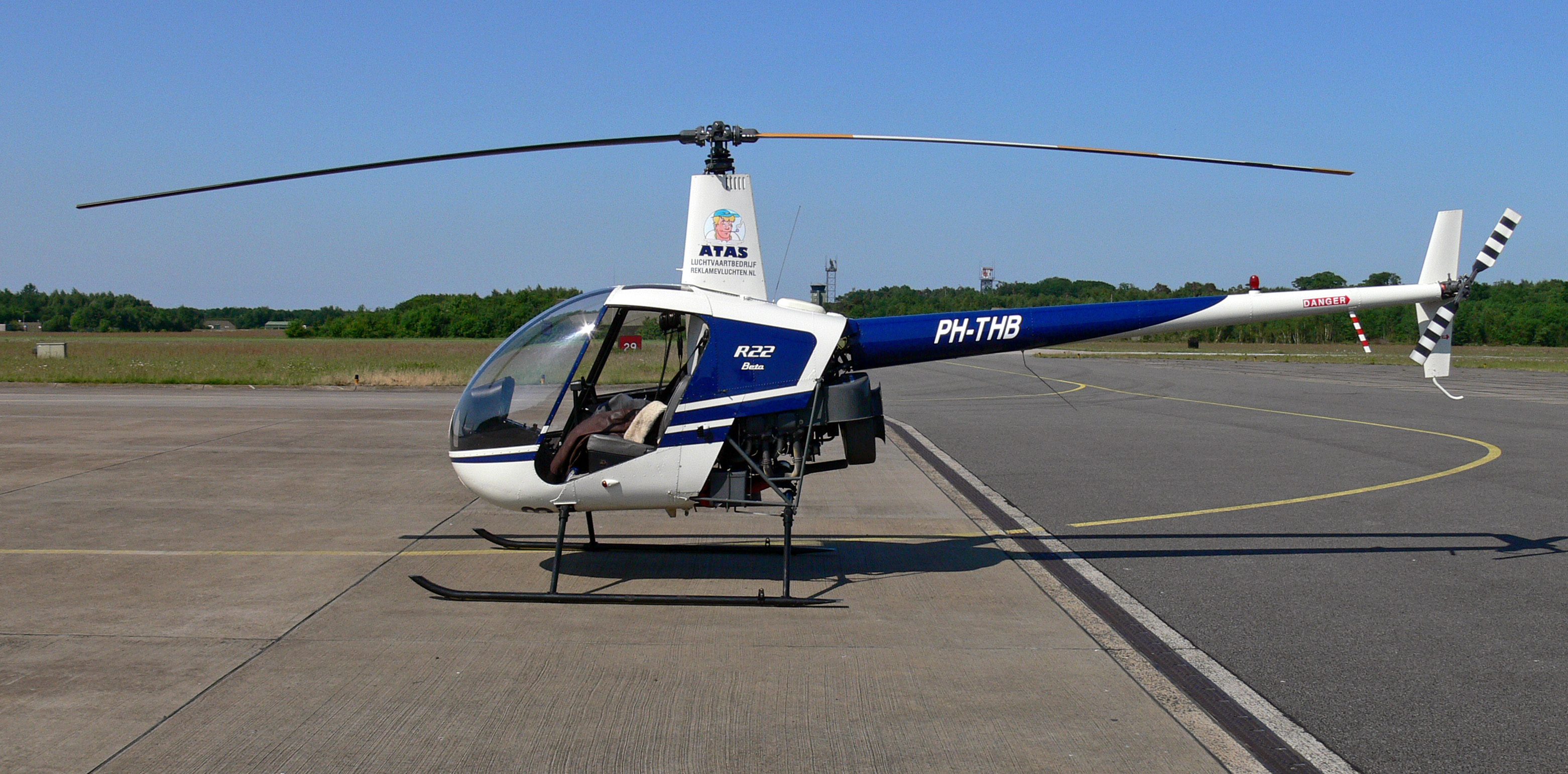
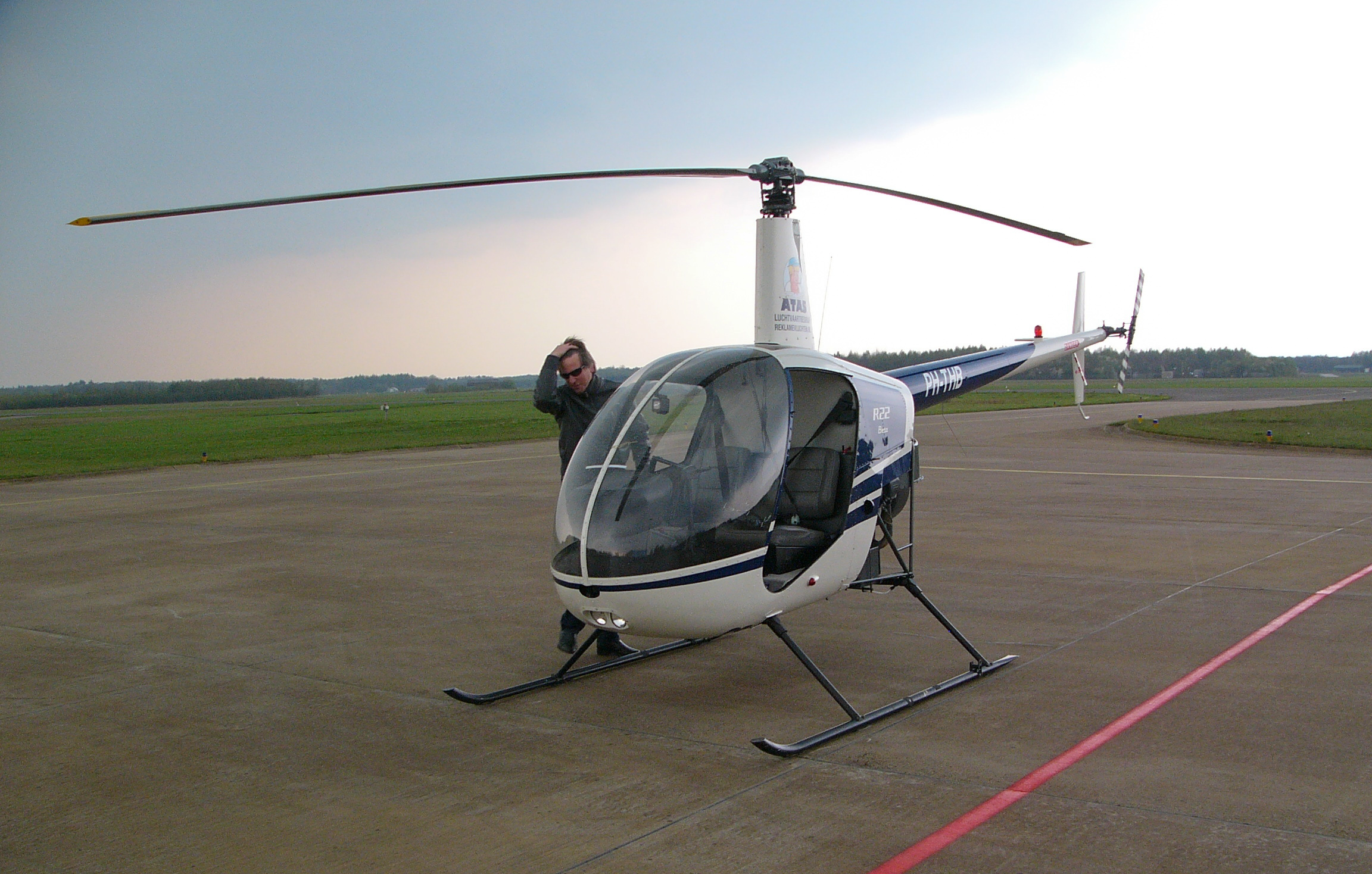
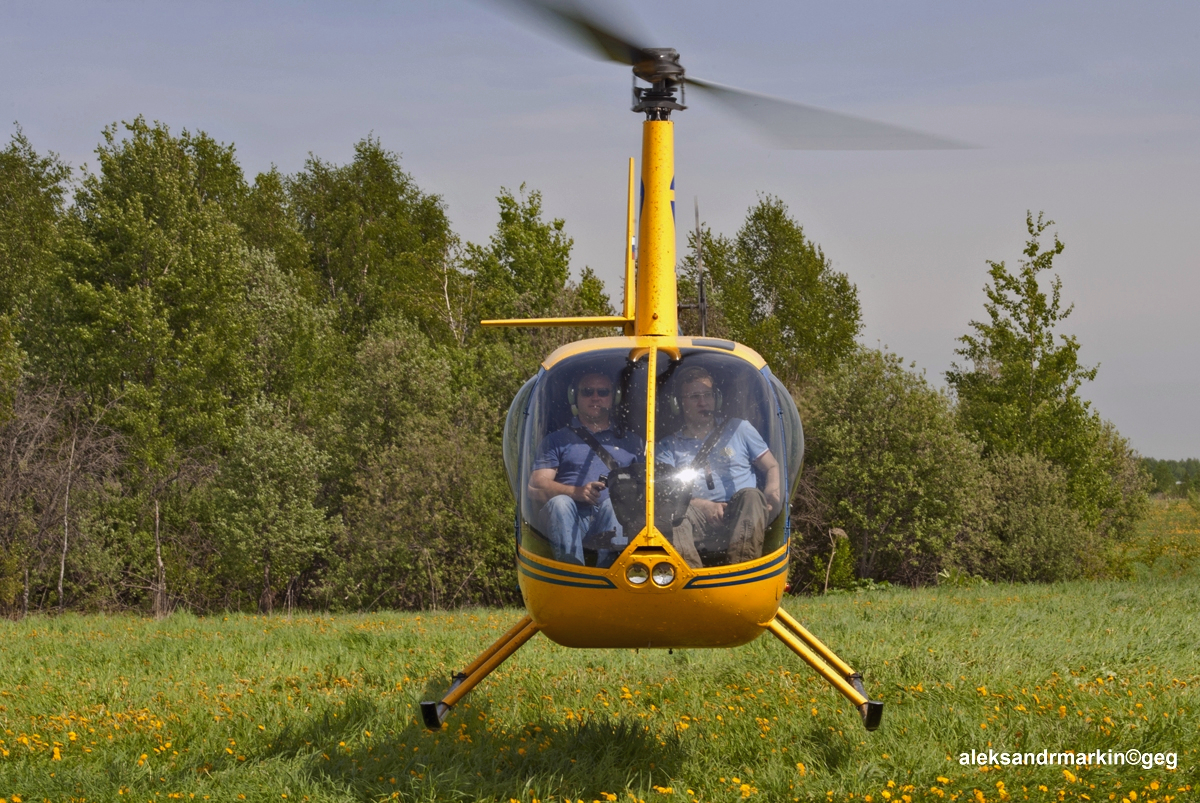
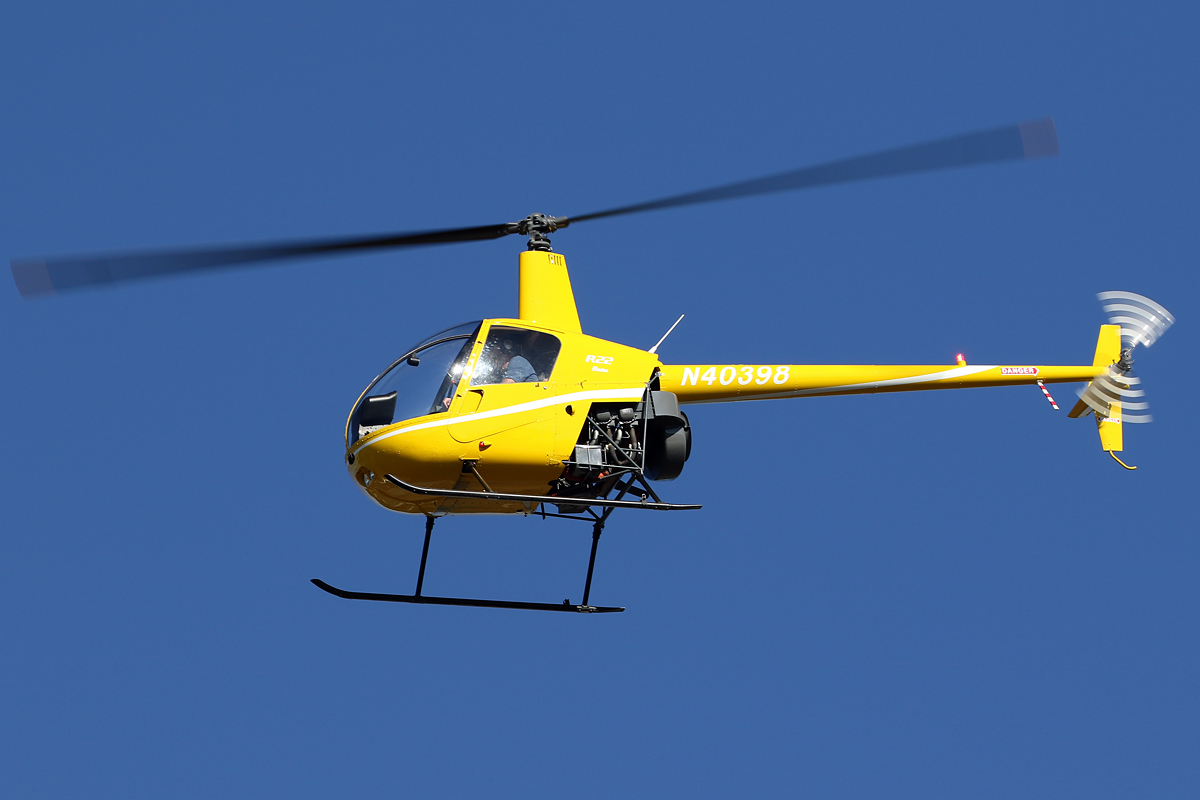
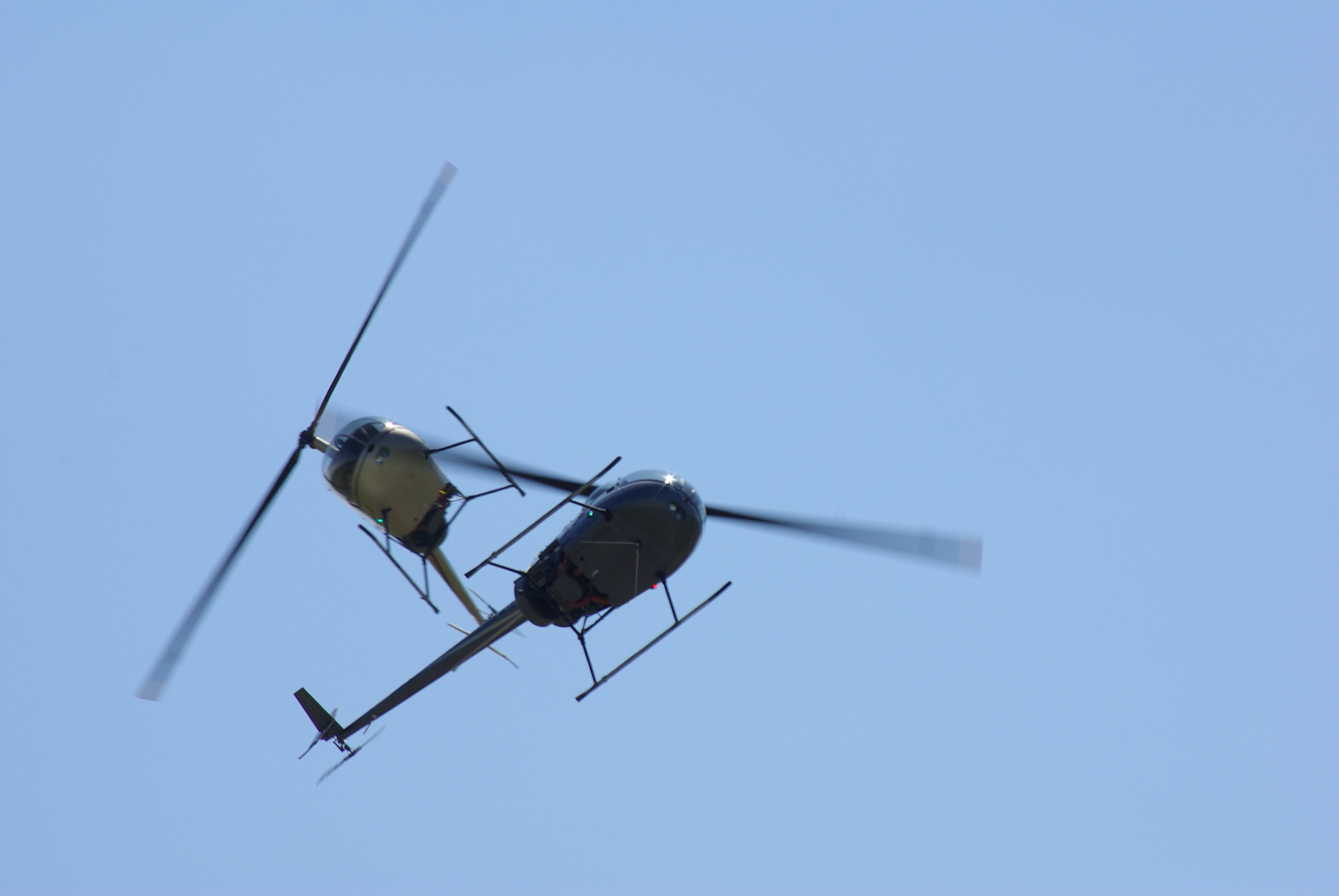
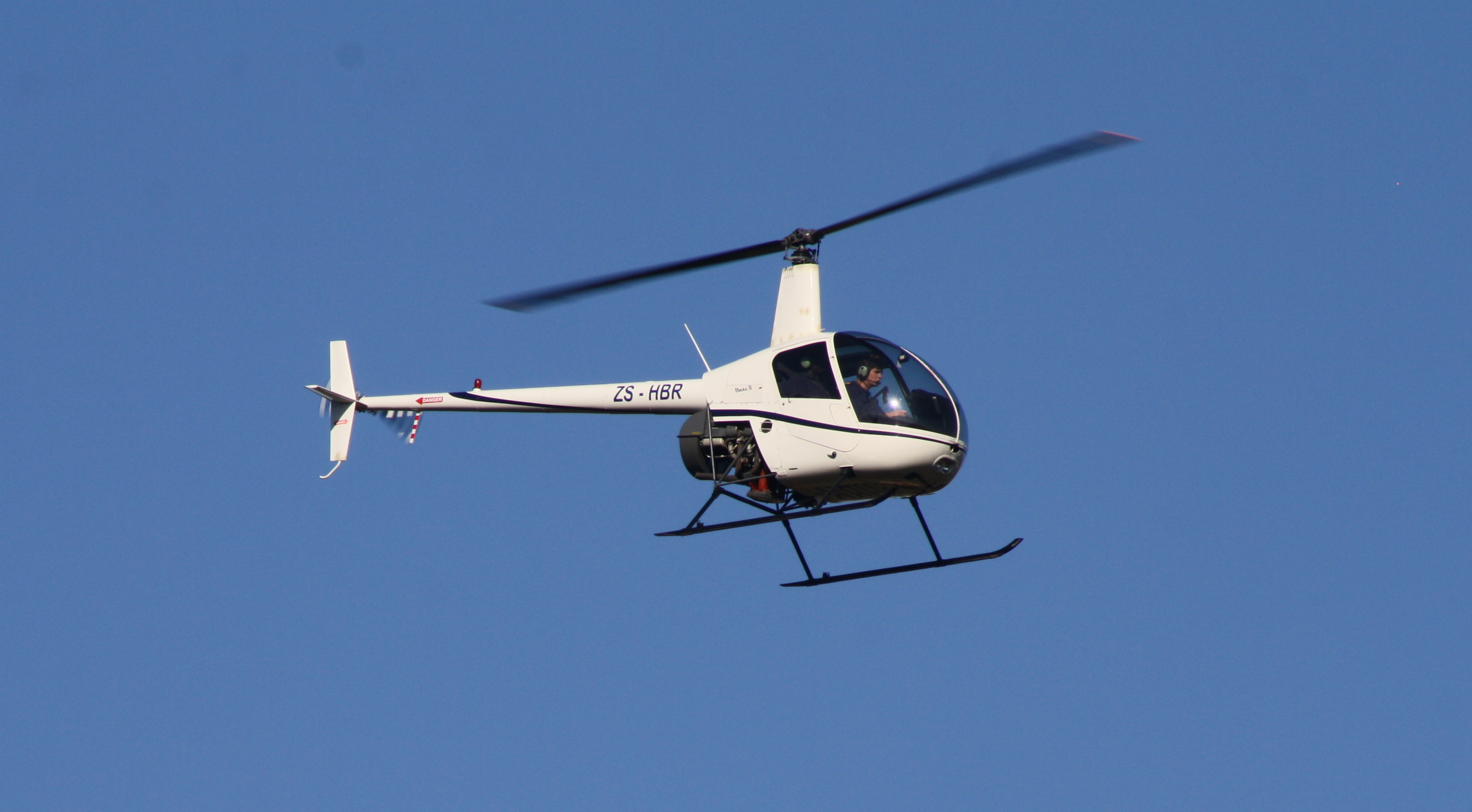
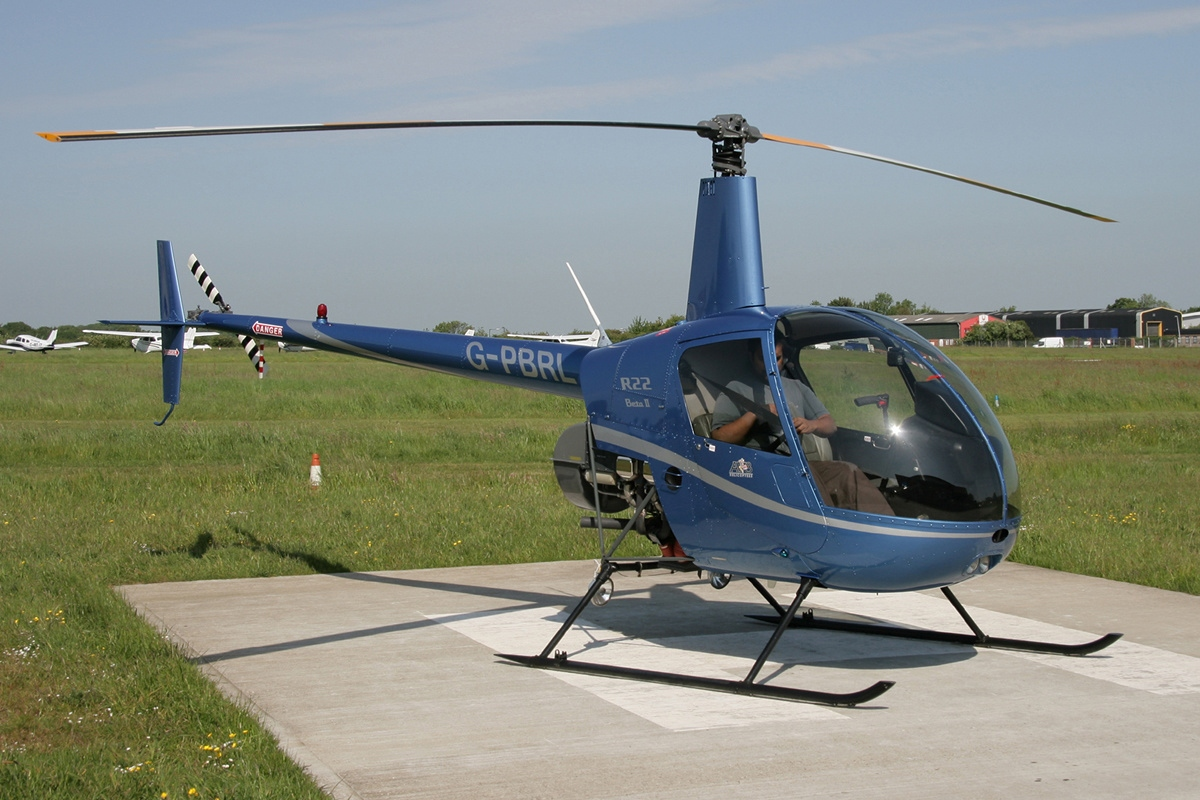
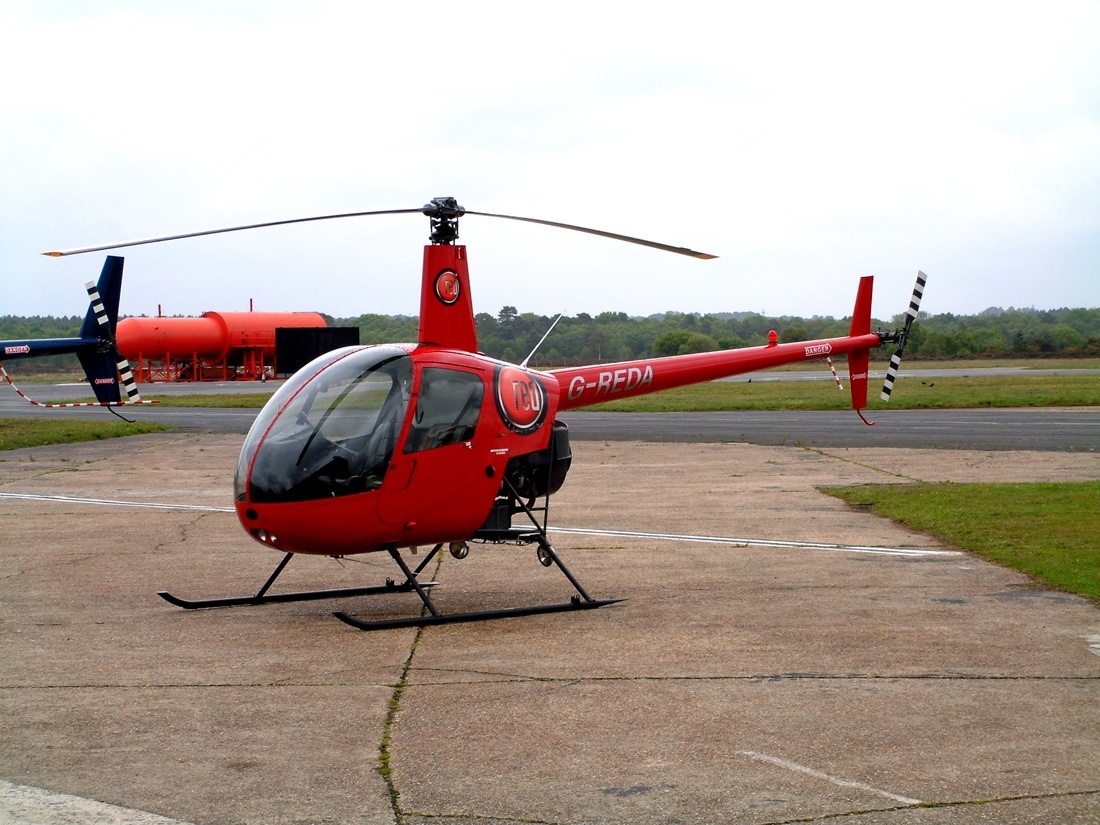
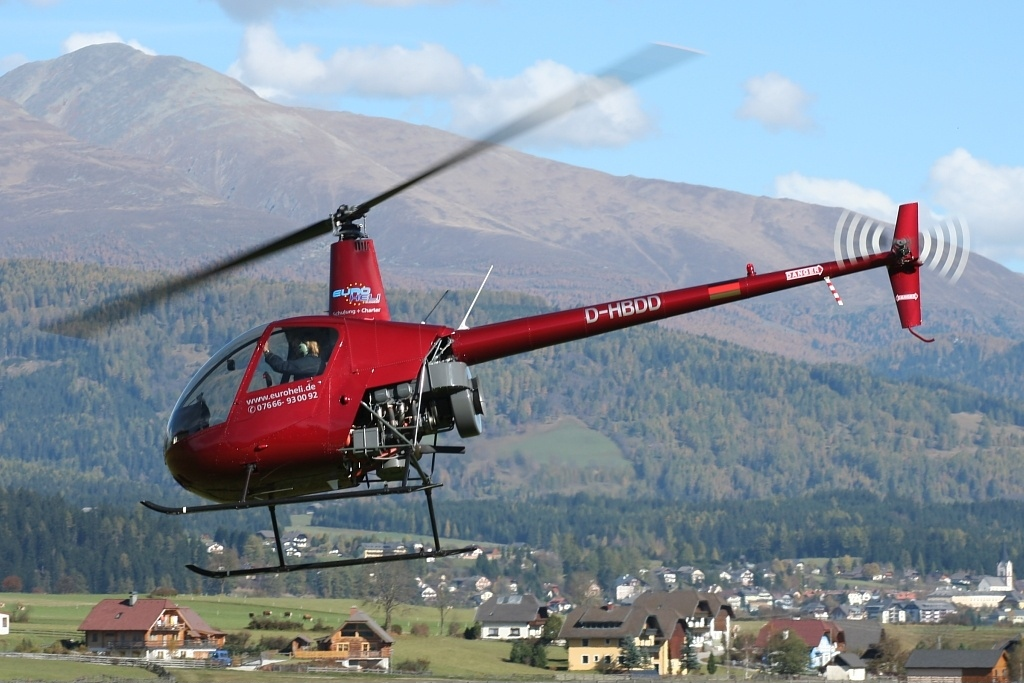
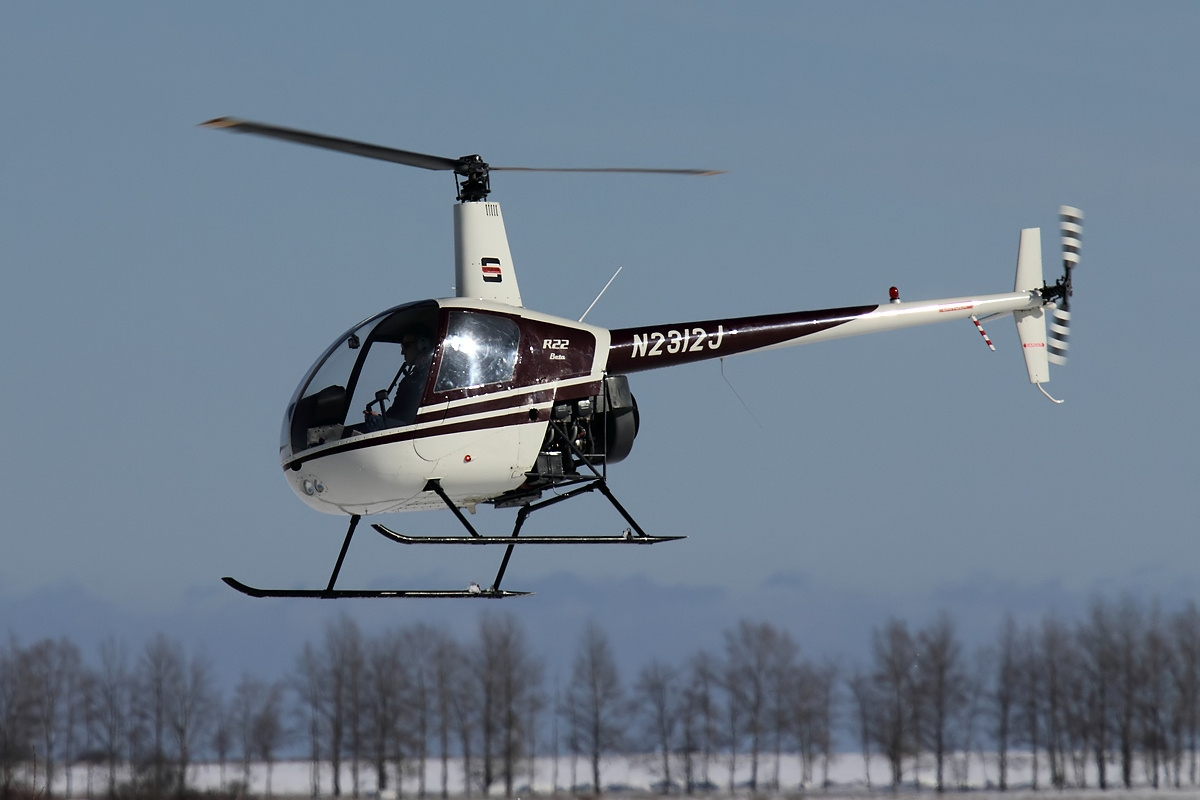
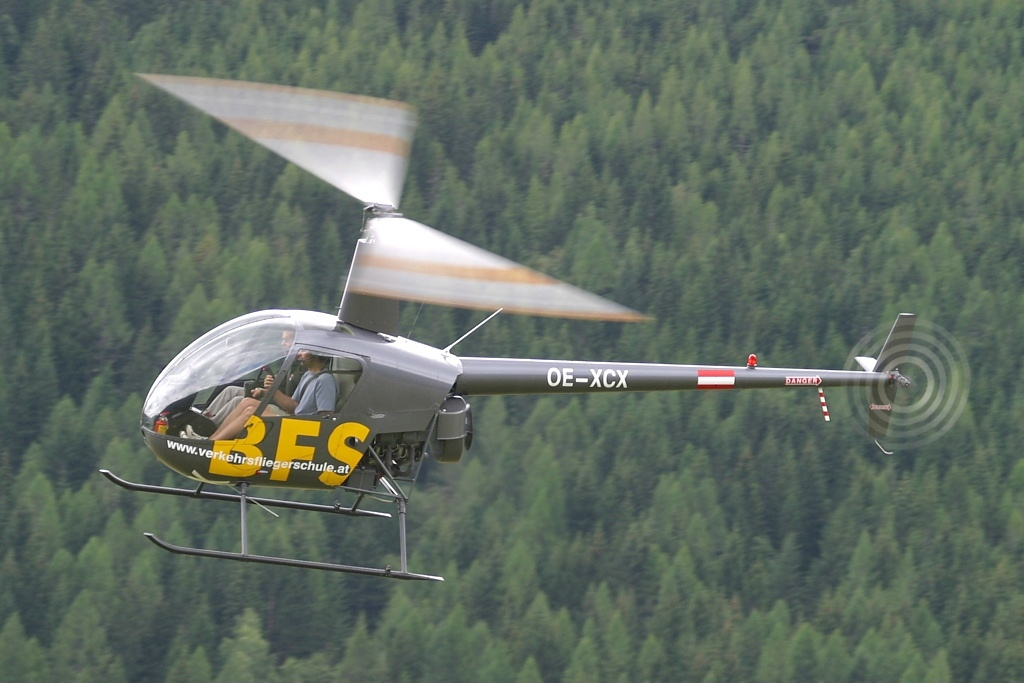
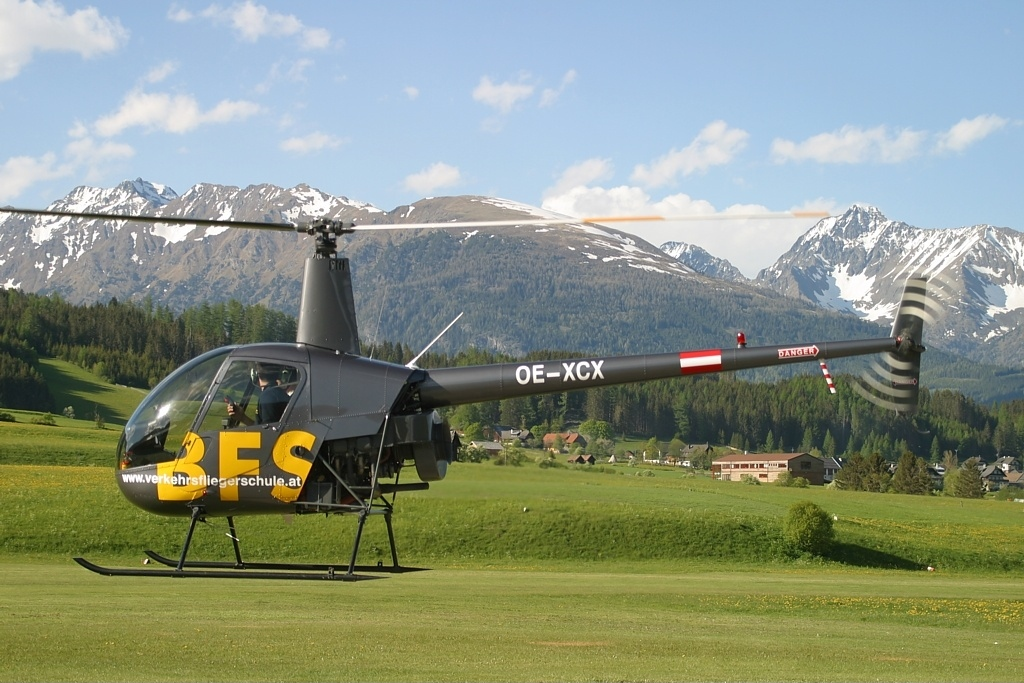
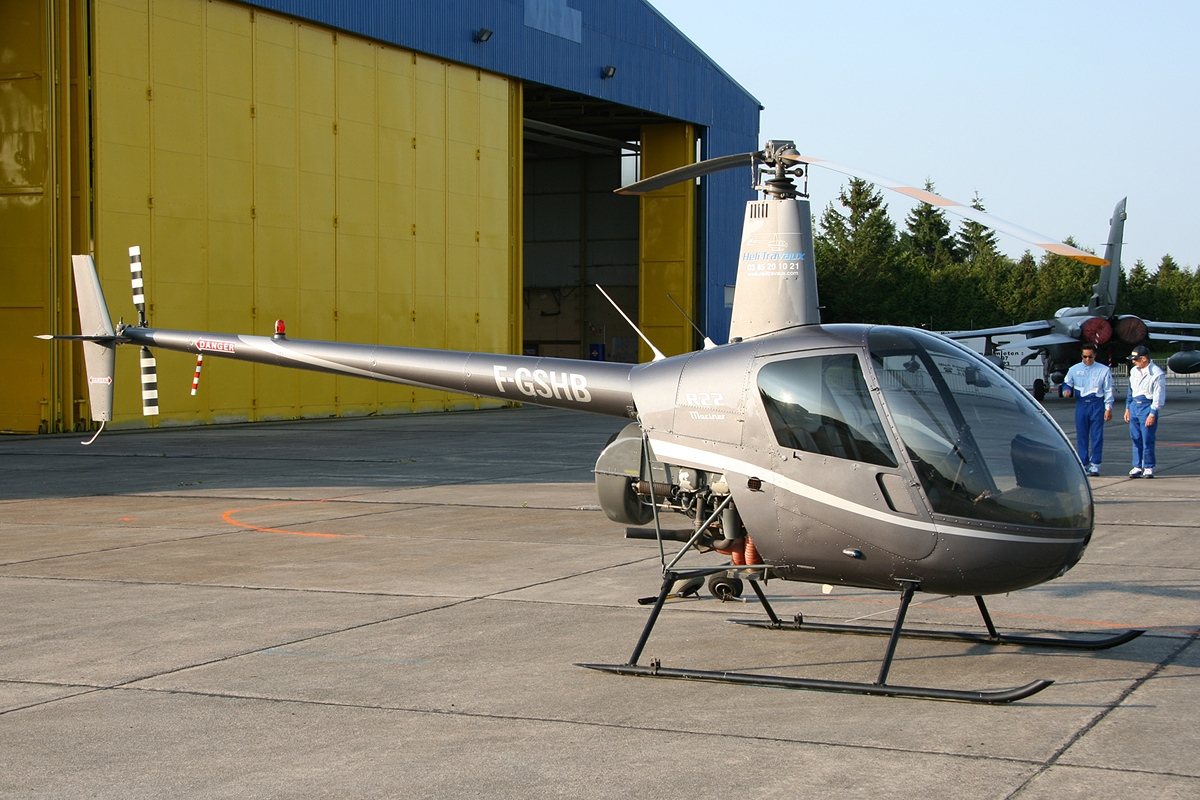
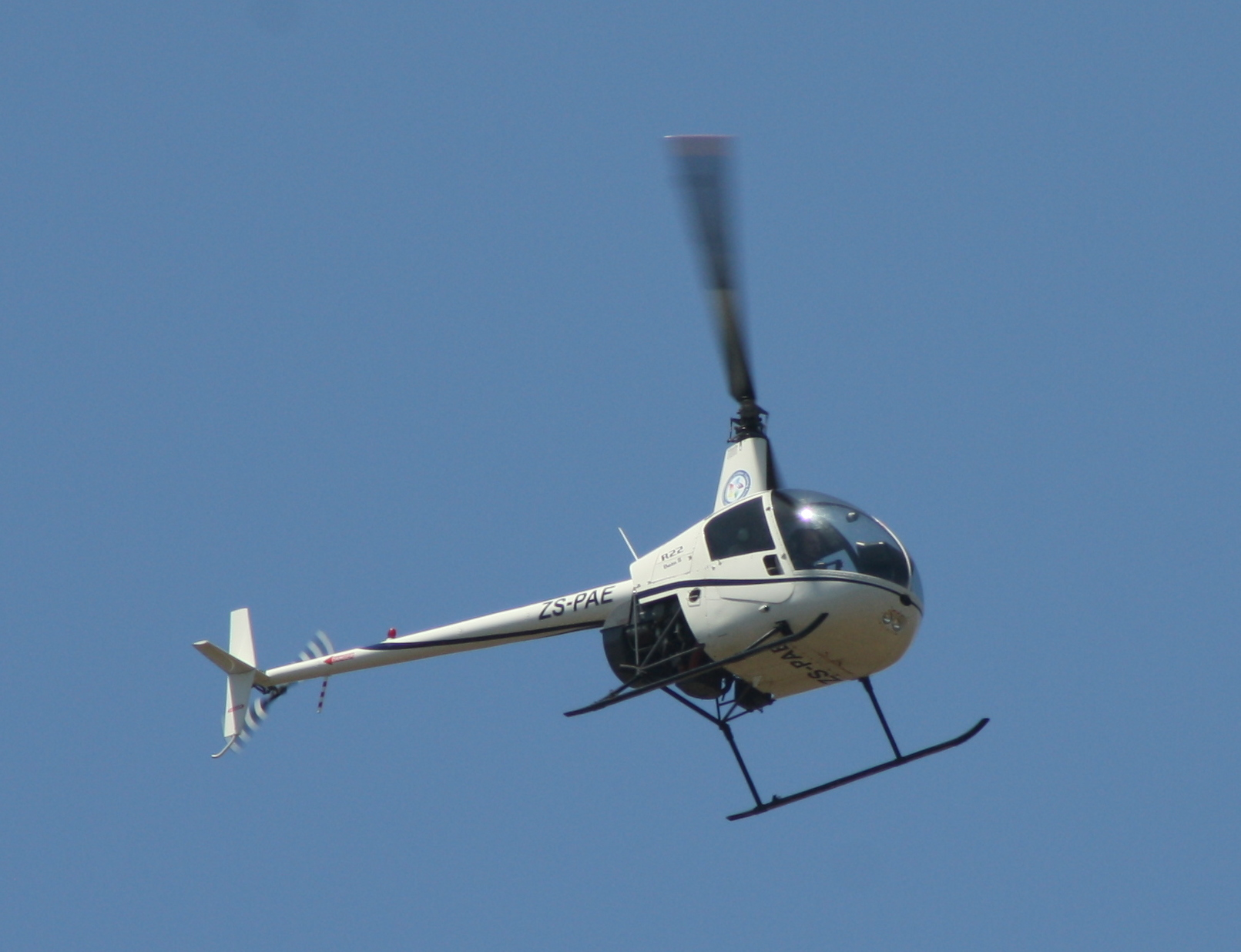
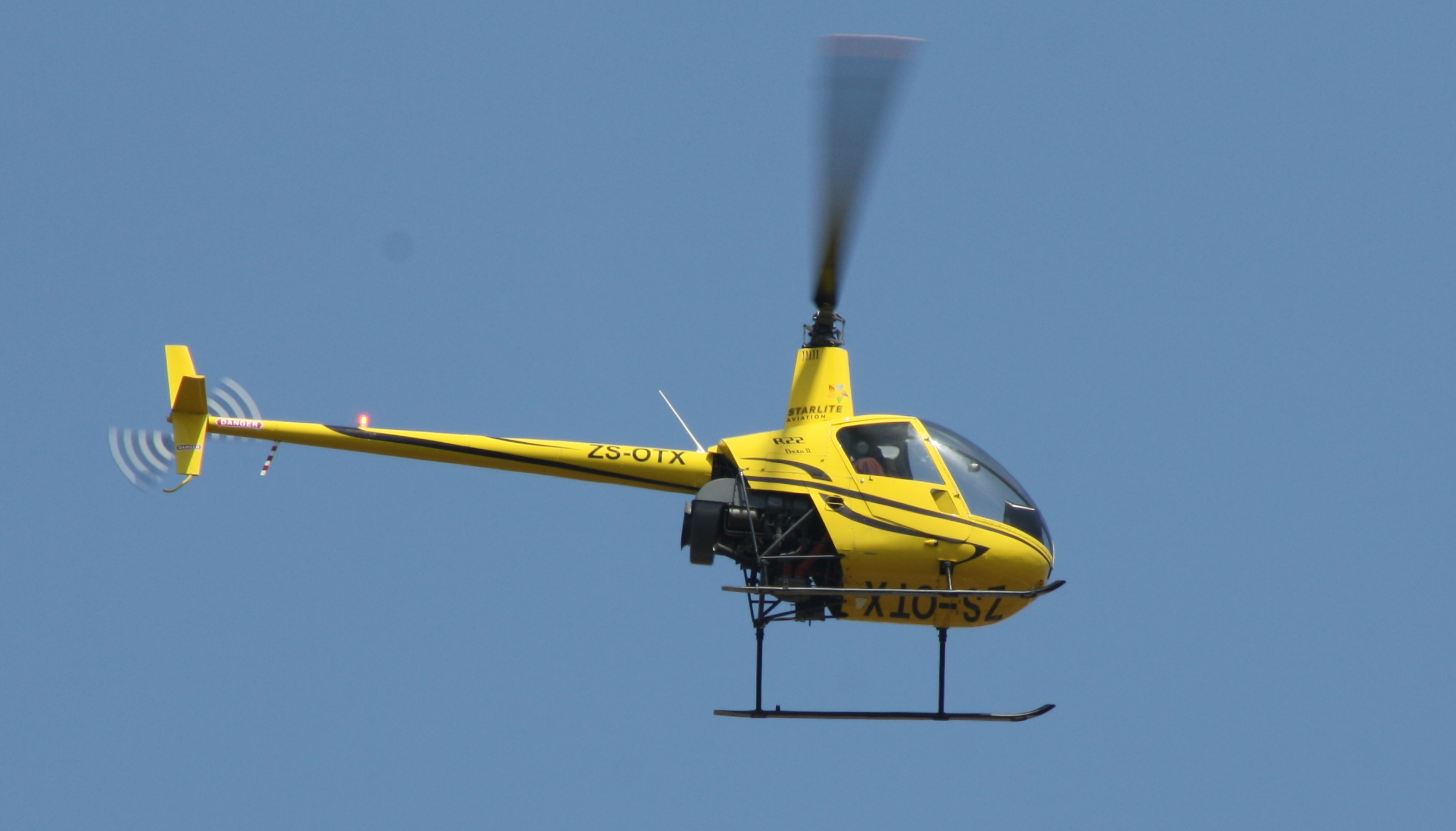